# Pinguicula kondoi
Pinguicula kondoi är en tätörtsväxtart som beskrevs av S. Jost Casper. Pinguicula kondoi ingår i släktet tätörter, och familjen tätörtsväxter. Inga underarter finns listade i Catalogue of Life.

## Bildgalleri

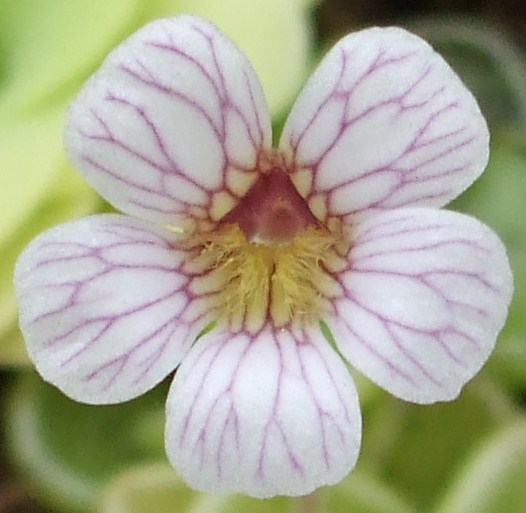